# Qingdao Haiwan-brug

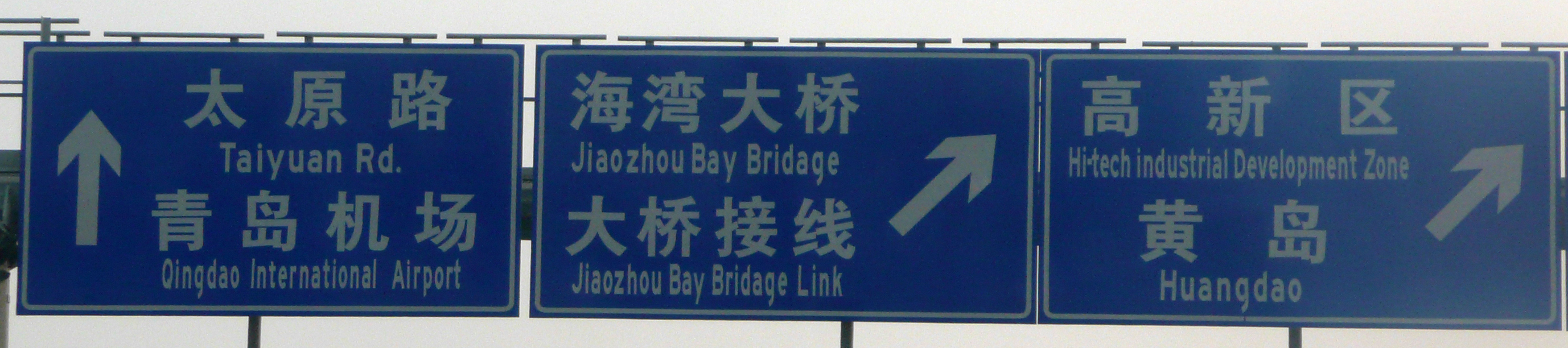
Bewegwijzering met richtingaanwijzers voor de Jiaozhoubaaibrug

De Qingdao Haiwan-brug (of Jiaozhoubaaibrug) is sinds 2011 de langste brug in China, en met 42,5 kilometer de langste overzeese brug ter wereld.
De brug werd in vier jaar gebouwd door meer dan 10.000 werklieden, met 450.000 ton staal en 2,3 miljoen m³ beton. De brug uit voorgespannen beton rust op 5000 pijlers. Bij het ontwerp werd rekening gehouden met zeer zware aardbevingen (sterkte 8 op de schaal van Richter), taifoenen en aanvaringen door zeeschepen. De 35 m brede brug heeft twee rijbanen elk met drie rijstroken. De brug in noordwest-verbinding bevat eveneens een knooppunt boven het water met een aftakking naar een noordwaarts voerend brugsegment.
De brug is gelegen in de provincie Shandong tussen het stadscentrum van de havenstad Qingdao en het westelijk gelegen district Huangdao over de noordzijde van de Jiaozhou-baai. Door de brug wordt de afstand tussen enerzijds Qingdao en anderzijds Huangdao en de internationale luchthaven Qingdao Liuting (voor deze laatste in 2021 sloot) met 31 km afgekort.